# Birgitta Tillander
Birgitta Tillander, född 7 april 1931 i Stockholm, död 26 januari 2006 i Gusum i Ringarums församling i Östergötland, var en svensk keramiker och tecknare.
Hon var dotter till tandläkaren Hugo Tillander och musikläraren Rut Widen och under en period gift med Ola Lindstrand. Tillander studerade vid Konstfackskolan i Stockholm 1951–1956 och vid Instituto Statale d'Arte i Florens 1960–1962 samt genom självstudier under resor till bland annat Spanien och Paris. Efter studierna var hon till stor del bosatt i Italien. Separat ställde hon bland annat ut på Svensk form i Stockholm. Hon medverkade i samlingsutställningar i Lerici där hon tilldelades ett första pris och vid en utställning i Faenza tilldelades hon ett tredje pris. Hennes konst besår av stora vaser, skålar och fat där hon byggt upp föremålen av lerstrimlor som fogats samman till ringar som staplas på varandra där fogarna bildar en dekor. Som illustratör har hon medverkat i Kristina Lindstrands Våra textilier som utgavs 1957 och veckotidningen Femina. Tillander är representerad vid Nationalmuseum i Stockholm.